# NGC 6338
NGC 6338 este o blazar situată în constelația Dragonul. A fost descoperită în 24 aprilie 1789 de către William Herschel. Se află la o distanță de 123,03 de megaparseci de Pământ.